# Янош Бачані
Я́нош Бачані́ (угор. Batsányi János; 9 травня 1763, Тапольця — 11 травня 1845) — угорський поет, революційний просвітитель.
Народився в Тапольці.
З 1788 редагував перший угорський літературний журнал «Угорський музей» («Magyar muzeum»).
Політична лірика — основний жанр творчості Бачані.
Найвідоміші вірші: «На зміни у Франції» (1789), «Провидець» (1791) та інші. В них поет закликав народ боротися за свободу.
За участь у республіканському заколоті 1795 був ув'язнений.
Помер в еміграції.